# Petra Johansson
Petra Johansson, tidigare Larsson, född den 30 september 1988 i Borlänge, är en svensk före detta fotbollsspelare (mittfältare). 

## Karriär
Johanssons moderklubb är Ornäs BK.
Mellan åren 2006 och 2013 spelade hon i Linköpings FC. Hon har även spelat en säsong i Kvarnsvedens IK.
I december 2019 återvände Johansson till Linköpings FC, där hon skrev på ett ettårskontrakt. I november 2020 förlängde Johansson sitt kontrakt med ett år. Efter säsongen 2021 valde hon att avsluta sin fotbollskarriär.